# Buenavista (Quezon)
Buenavista es un municipio en la provincia de Quezon, Filipinas. Según el censo 2000, esta tiene un población de 22,840 personas en 4,391 casas.

## Barangayes
Buenavista se divide administrativamente en 37 barangayes.
| - Bagong Silang - Batabat Norte - Batabat Sur - Buenavista - Bukal - Bulo - Cabong - Cadlit - Catulin - Cawa - De La Paz - Del Rosario - Hagonghong | - Ibabang Wasay - Ilayang Wasay - Lilukin - Mabini - Mabutag - Magallanes - Maligaya (Esperanza) - Manlana - Masaya - Población - Rizal - Sabang Pinamasagan | - Sabang Piris - San Diego - San Isidro Ibaba - San Isidro Ilaya - San Pablo - San Pedro (Villa Rodrigo) - San Vicente - Siain - Villa Aurora - Villa Batabat - Villa Magsaysay - Villa Veronica |